# Fred Carter
Frederick James "Fred" Carter (Filadelfia, Pensilvania, 14 de febrero de 1945) es un exjugador y exentrenador de baloncesto estadounidense que disputó ocho temporadas en la NBA y como entrenador dirigió durante año y medo a los Philadelphia 76ers. Con 1,85 metros de estatura, jugaba en la posición de base.

## Trayectoria deportiva

### Universidad
Jugó durante cuatro temporadas con los Mountaineers de la Universidad de Mount St. Mary's, en las que promedió 21,9 puntos y 10,8 rebotes por partido.

### Profesional
Fue elegido en la cuadragésimo tercera posición del Draft de la NBA de 1969 por Baltimore Bullets, y también por los Dallas Chaparrals en el Draft de la ABA, fichando por los primeros. Allí jugó dos temporadas, siendo la más destacada la segunda de ellas, en la que promedió 10,4 puntos y 3,3 rebotes por partido, y en la que llegaron a disputar las Finales de la NBA, en las que cayeron ante Milwaukee Bucks.
Nada más comenzar la temporada 1971-72 fue traspasado junto con Kevin Loughery a Philadelphia 76ers a cambio de Archie Clark y una futura segunda ronda del draft, Allí jugó 5 temporadas como titular, incluida la 1972-73, la peor de un equipo en toda la historia de la NBA, en la que solo consiguieron 9 victorias por 73 derrotas, y en la que Carter fue el máximo anotador del equipo con 20,0 puntos por partido. En la temporada 1974-75 apareció entre los 10 mejores anotadores de la liga, tras promediar 21,9 puntos por partido.
Con la temporada 1976-77 ya comenzada, fue traspasado a Milwaukee Bucks, donde jugaría su último año como profesional.

### Entrenador
En 1981-82 es contratado como entrenador asistente de Kevin Loughery en los Atlanta Hawks, donde permanece 2 temporadas. Se marcha en 1983-84 junto con Loughery a los Chicago Bulls, hasta que en 1987-88 ficha como asistente en los Sixers, llegando a ser entrenador principal en la temporada 1992-93 sustituyendo a Doug Moe. Permanecería año y medio en el puesto, logrando 32 victorias y 76 derrotas.

## Estadísticas de su carrera en la NBA

### Temporada regular
| Temporada | Edad | Equipo             | Liga | P   | TIT | MIN  | TC  | TCA  | %TC  | 3P | 3PA | %3P | TL  | TLA | %TL  | R.OF. | R.DEF. | REB | ASIS | ROB | TAP | PER | FP  | PTS  |
| 1969-70   | 24   | Baltimore Bullets  | NBA  | 76  |     | 16.0 | 2.1 | 5.8  | .358 |    |     |     | 1.1 | 1.5 | .690 |       |        | 2.5 | 1.6  |     |     |     | 1.8 | 5.2  |
| 1970-71   | 25   | Baltimore Bullets  | NBA  | 77  |     | 22.2 | 4.4 | 10.6 | .417 |    |     |     | 1.5 | 2.4 | .650 |       |        | 3.3 | 2.1  |     |     |     | 2.1 | 10.4 |
| 1971-72   | 26   | TOTAL              | NBA  | 79  |     | 28.0 | 5.6 | 12.9 | .438 |    |     |     | 2.3 | 3.7 | .621 |       |        | 4.1 | 2.7  |     |     |     | 3.1 | 13.6 |
| 1971-72   | 26   | Baltimore Bullets  | NBA  | 2   |     | 34.0 | 3.0 | 13.5 | .222 |    |     |     | 1.5 | 4.5 | .333 |       |        | 9.5 | 6.0  |     |     |     | 3.5 | 7.5  |
| 1971-72   | 26   | Philadelphia 76ers | NBA  | 77  |     | 27.9 | 5.7 | 12.9 | .444 |    |     |     | 2.3 | 3.7 | .630 |       |        | 4.0 | 2.6  |     |     |     | 3.1 | 13.8 |
| 1972-73   | 27   | Philadelphia 76ers | NBA  | 81  |     | 37.0 | 8.4 | 19.9 | .421 |    |     |     | 3.2 | 4.5 | .704 |       |        | 6.0 | 4.3  |     |     |     | 3.1 | 20.0 |
| 1973-74   | 28   | Philadelphia 76ers | NBA  | 78  |     | 39.0 | 9.1 | 21.0 | .430 |    |     |     | 3.3 | 4.6 | .709 | 1.1   | 3.7    | 4.8 | 5.7  | 1.4 | 0.3 |     | 3.5 | 21.4 |
| 1974-75   | 29   | Philadelphia 76ers | NBA  | 77  |     | 39.6 | 9.3 | 20.8 | .447 |    |     |     | 3.3 | 4.5 | .738 | 0.9   | 3.5    | 4.4 | 4.4  | 1.1 | 0.3 |     | 3.3 | 21.9 |
| 1975-76   | 30   | Philadelphia 76ers | NBA  | 82  |     | 36.5 | 8.1 | 19.4 | .417 |    |     |     | 2.7 | 3.8 | .702 | 1.4   | 2.3    | 3.6 | 4.5  | 1.7 | 0.2 |     | 3.5 | 18.9 |
| 1976-77   | 31   | TOTAL              | NBA  | 61  |     | 18.2 | 3.4 | 8.2  | .418 |    |     |     | 1.1 | 1.6 | .708 | 0.9   | 1.0    | 1.9 | 2.0  | 0.6 | 0.1 |     | 2.0 | 8.0  |
| 1976-77   | 31   | Philadelphia 76ers | NBA  | 14  |     | 16.9 | 3.1 | 7.2  | .426 |    |     |     | 0.7 | 1.4 | .526 | 0.7   | 1.0    | 1.7 | 1.5  | 0.8 | 0.1 |     | 2.1 | 6.9  |
| 1976-77   | 31   | Milwaukee Bucks    | NBA  | 47  |     | 18.6 | 3.5 | 8.5  | .416 |    |     |     | 1.2 | 1.6 | .753 | 1.0   | 1.0    | 2.0 | 2.2  | 0.6 | 0.1 |     | 2.0 | 8.3  |
| Total     |      |                    | NBA  | 611 |     | 30.0 | 6.4 | 15.1 | .425 |    |     |     | 2.4 | 3.4 | .693 | 1.1   | 2.7    | 3.9 | 3.5  | 1.2 | 0.2 |     | 2.8 | 15.2 |

### Playoffs
| Temporada | Edad | Equipo             | Liga | P  | MIN | TCA | TC  | 3PA | 3P | TLA | TL  | R.OF. | REB | ASIS | ROB | TAP | PER | FP  | PTS | %TC  | %3P | %FT  | MIN  | PTS  | REB | AST |
| 1969-70   | 24   | Baltimore Bullets  | NBA  | 7  | 253 | 41  | 107 |     |    | 17  | 28  |       | 31  | 24   |     |     |     | 27  | 99  | .383 |     | .607 | 36.1 | 14.1 | 4.4 | 3.4 |
| 1970-71   | 25   | Baltimore Bullets  | NBA  | 18 | 597 | 108 | 260 |     |    | 47  | 73  |       | 82  | 36   |     |     |     | 63  | 263 | .415 |     | .644 | 33.2 | 14.6 | 4.6 | 2.0 |
| 1975-76   | 30   | Philadelphia 76ers | NBA  | 3  | 125 | 29  | 67  |     |    | 26  | 30  | 4     | 10  | 15   | 4   | 1   |     | 12  | 84  | .433 |     | .867 | 41.7 | 28.0 | 3.3 | 5.0 |
| Total     |      |                    | NBA  | 28 | 975 | 178 | 434 |     |    | 90  | 131 | 4     | 123 | 75   | 4   | 1   |     | 102 | 446 | .410 |     | .687 | 34.8 | 15.9 | 4.4 | 2.7 |